# Bermatingen
Bermatingen er en kommune i Bodensøens bagland, med 4.027 indbyggere (2018-12-31).
Den ligger  omkring fire kilometer vest for Markdorf i Bodenseekreis i den tyske delstat Baden-Württemberg. 

## Geografi
Bermatingen ligger i landskabet Linzgau syvest for Gehrenbergs i dalen til floden Seefelder Aach.

### Inddeling
Bermatingen består af landsbyerne Bermatingen og Ahausen; Til Bermatingen hører også bebyggelserne Autenweiler og Wiggenweiler.